# Falda

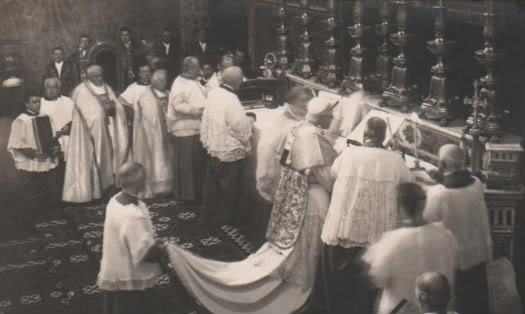
Papa Pio X usando a falda

A falda (ou fímbria) é uma vestimenta papal específica que forma uma longa saia que se estende abaixo da bainha da alva. Quando usada, a saia da falda é tão longa que o Papa precisa de acompanhantes à frente e atrás enquanto caminha. Era usada quando o Papa celebrava a missa. Pode ser usada também pelo Patriarca de Lisboa.
Esta forma de paramento tem as suas origens no século XV e em épocas anteriores. Inicialmente era feita de seda de cor creme e usada por baixo da alva. Pode ser usada em funerais papais, onde era colocada sobre o corpo quando este estava em câmara ardente. O Papa pode usar até mesmo uma versão curta da falda (fimbria minori). Desde o pontificado de Paulo VI, caiu em desuso.